# Pinkin de Corozal 2011
Questa voce raccoglie le informazioni riguardanti le Pinkin de Corozal nella stagione 2011.

## Organigramma societario
Area direttiva
- Presidente: Juan Berríos

Area tecnica
- Allenatore: Luis Enrique Ruíz

## Rosa
| N° | Nome               | Ruolo | Data di nascita  | Nazionalità sportiva |
| -- | ------------------ | ----- | ---------------- | -------------------- |
| 1  | Marisel Rabell     | P     | 15 marzo 1986    | Porto Rico           |
| 2  | Vanessa Vélez      | S     | 29 agosto 1986   | Porto Rico           |
| 3  | Pamela Cartagena   | L     | 5 febbraio 1987  | Porto Rico           |
| 6  | Vilmarie Mojica    | P     | 13 agosto 1985   | Porto Rico           |
| 5  | Ivonessa García    | C     | 11 dicembre 1985 | Porto Rico           |
| 6  | Wendy Colón        | P     | -                | Porto Rico           |
| 9  | Jessica Candelario | C     | 2 novembre 1987  | Porto Rico           |
| 10 | Darangelyss Yantín | S     | 8 luglio 1985    | Porto Rico           |
| 11 | Nomaris Vélez      | L     | 11 giugno 1993   | Porto Rico           |
| 12 | Gelymar Rodríguez  | S     | 26 giugno 1992   | Porto Rico           |
| 13 | Yamileska Yantín   | S/O   | 9 aprile 1984    | Porto Rico           |
| 14 | Shonda Cole        | S/O   | 21 giugno 1985   | Stati Uniti          |
| 15 | Crystal Matich     | P     | 9 dicembre 1985  | Stati Uniti          |
| 16 | Génesis Collazo    | S/O   | 4 ottobre 1992   | Porto Rico           |
| 17 | Monica Ruiz        | L     | -                | Porto Rico           |
| 18 | Milagros Cabral    | S     | 17 ottobre 1978  | Rep. Dominicana      |